# Pierre Morel (réalisateur)
Pour les articles homonymes, voir Pierre Morel et Morel.
 (juin 2015).
Si vous disposez d'ouvrages ou d'articles de référence ou si vous connaissez des sites web de qualité traitant du thème abordé ici, merci de compléter l'article en donnant les références utiles à sa vérifiabilité et en les liant à la section « Notes et références ».
Pierre Morel est un réalisateur et directeur de la photographie français, né le 12 mai 1964. 

## Biographie
Pierre Morel a étudié le cinéma à l'École supérieure de réalisation audiovisuelle (ESRA), une école supérieure technique privée de Paris.
Débutant comme directeur de la photographie, il s'impose comme réalisateur en 2005 en mettant en scène Banlieue 13, produit par Luc Besson. Le film remporte un succès commercial et connaît en 2009 une suite, Banlieue 13 ultimatum, réalisée par Patrick Alessandrin.
En 2008, Pierre Morel revient avec Taken toujours produit par Luc Besson avec Liam Neeson. Le film raconte l'histoire d'un père qui a 4 jours pour retrouver sa fille enlevée à Paris. C'est le film français qui a rapporté le plus d'argent en Amérique : 145 000 989 $.
En 2010, il réalise From Paris with Love avec John Travolta et Jonathan Rhys-Meyers. Basé sur une histoire structurée autour du terrorisme, le film ne connaîtra pas le même succès que Taken. Cette même année, il est annoncé à la réalisation d'une nouvelle adaptation de l'univers de Dune de Frank Herbert développée par Paramount Pictures,. Ce projet ne se concrétisera finalement pas.
En 2015, il réalise Gunman avec Sean Penn et Javier Bardem. Il s'agit d'une adaptation du roman La Position du tireur couché de Jean-Patrick Manchette. C'est un échec commercial aussi bien que critique.
En 2021, il réalise Embuscade (Al-Kameen الكمين), un film produit par les Émirats arabes unis (via Image Nation) sur la guerre civile yéménite dans laquelle les Émirats arabes unis interviennent militairement au côté de l'Arabie saoudite dans le cadre de l'opération Restaurer l'espoir. Les militaires émiratis et plus largement l'opération Restaurer l'espoir sont critiqués pour les nombreuses victimes civiles qu'ils causent et leur utilisation de la torture. Le blocus imposé par l'opération empêche l'arrivée de l'aide humanitaire et engendre une famine. Le film bénéficie du soutien du gouvernement émirati et de l'armée et prend le parti des soldats émiratis. Ce choix de glorifier le rôle militaire des Émirats arabes unis est critiqué par la militante pour les droits de l'homme Maryam al-Khawaja. Le film est fréquemment décrit comme un film de propagande.
En 2022, il dirige Kate Beckinsale dans un autre film d'action, Canary Black, tandis que Freelance, avec notamment John Cena, Alison Brie, Alice Eve et Christian Slater, sort en 2023. Canary Black est finalement diffusé fin 2024 sur Prime Video.

## Filmographie
Sauf indication contraire, les informations mentionnées dans cette section peuvent être confirmées par la base de données cinématographiques IMDb,  présente dans la section « Liens externes ».

### Réalisateur
- 2004 : Banlieue 13
- 2008 : Taken
- 2009 : From Paris with Love
- 2015 : Gunman
- 2018 : Peppermint
- 2021 : Embuscade (Al-Kameen الكمين)
- 2023 : Freelance
- 2024 : Canary Black

### Producteur
- 2013 : Zero Hour (série TV) - 1 épisode
- 2014 : Night Shift (série TV) - 1 épisode
- 2017 : Overdrive d'Antonio Negret

### Directeur de la photographie
- 2002 : Le Transporteur de Louis Leterrier et Corey Yuen
- 2003 : Tout peut arriver de Nancy Meyers (seconde équipe, Paris)
- 2003 : Thinning the Herd de Rie Rasmussen (court-métrage)
- 2004 : L'Américain de Patrick Timsit
- 2005 : Danny the Dog de Louis Leterrier
- 2006 : Love (et ses petits désastres) d'Alek Keshishian
- 2006 : Arthur et les Minimoys de Luc Besson
- 2007 : Rogue : L'Ultime Affrontement de Philip Atwell (en)
- 2007 : Taxi 4 de Gérard Krawczyk

### Cadreur
- 1999 : Taxi 2 de Gérard Krawczyk
- 2001 : L'Art (délicat) de la séduction de Richard Berry
- 2002 : Astérix et Obélix : Mission Cléopâtre d'Alain Chabat
- 2003 : La Vérité sur Charlie (The Truth About Charlie) de Jonathan Demme

## Box-office
| Film                 | Année de sortie | Budget        | Recettes Mondiales |
| -------------------- | --------------- | ------------- | ------------------ |
| Banlieue 13          | (2004)          | 13 000 000 $  | 11 600 000 $       |
| Taken                | (2008)          | 22 000 000 $  | 226 800 000 $      |
| From Paris with Love | (2010)          | 44 000 000 $  | 52 826 594 $       |
| Gunman               | (2015)          | 40 000 000 $  | 13 600 000 $       |
| Total                |                 | 119 000 000 $ | 304 826 594 $      |